# Saison 2017-2018 de la Berrichonne de Châteauroux
 (octobre 2017).
Si vous disposez d'ouvrages ou d'articles de référence ou si vous connaissez des sites web de qualité traitant du thème abordé ici, merci de compléter l'article en donnant les références utiles à sa vérifiabilité et en les liant à la section « Notes et références ».
Chronologie
Saison précédente Saison suivante
La saison 2017-2018 du LB Châteauroux, club de football français, voit le club évoluer en Ligue 2.

## Résumé de la saison
- Le club termine à la 9e place du championnat.
- Saison sans grands coups d'éclat. En Coupe de France, le club termine en 1/16e de finale et en Coupe de la Ligue, le club termine au 1er tour.
- Michel Estevan est remplacé par Jean-Luc Vasseur en début de saison.

### Championnat

#### Matchs allers
| Date       | N o | Adversaire                           | Lieu | Résultat | Buteurs pour Châteauroux                         | Points | Classement |
| ---------- | --- | ------------------------------------ | ---- | -------- | ------------------------------------------------ | ------ | ---------- |
| 28/07/2017 | J01 | Stade brestois 29                    | Ext. | 2 - 3    | Benrahma 75e (pen.), M'Bone 87e, Khadda 90+2e    | 3      | 4          |
| 04/08/2017 | J02 | Valenciennes FC                      | Dom. | 0 - 1    | -                                                | 3      | 8          |
| 14/08/2017 | J03 | FC Lorient                           | Ext. | 3 - 0    | -                                                | 3      | 14         |
| 21/08/2017 | J04 | Nîmes Olympique                      | Dom. | 1 - 0    | Mabella 79e                                      | 6      | 9          |
| 25/08/2017 | J05 | FC Sochaux-Montbéliard               | Ext. | 1 - 5    | Teikeu 5e (csc), Sarr 29e 32e, Fofana 84e 87e    | 9      | 6          |
| 08/09/2017 | J06 | US Quevilly-Rouen Métropole          | Dom. | 3 - 2    | Benrahma 20e, Tounkara 44e, Barthelmé 63e (pen.) | 12     | 4          |
| 15/09/2017 | J07 | Football Bourg-en-Bresse Péronnas 01 | Ext. | 3 - 0    | -                                                | 12     | 8          |
| 19/09/2017 | J08 | Clermont Foot 63                     | Dom. | 0 - 2    | -                                                | 12     | 10         |
| 22/09/2017 | J09 | Gazélec FC Ajaccio                   | Ext. | 2 - 1    | Sarr 90e                                         | 12     | 11         |
| 29/09/2017 | J10 | AS Nancy-Lorraine                    | Ext. | 4 - 1    | Sarr 78e                                         | 12     | 15         |
| 13/10/2017 | J11 | Stade de Reims                       | Dom. | 3 - 1    | Madanne 10e, Barthelmé 86e (pen.), Mabella 90+4e | 15     | 12         |
| 20/10/2017 | J12 | Le Havre AC                          | Ext. | 1 - 1    | Tounkara 54e                                     | 16     | 13         |
| 30/10/2017 | J13 | RC Lens                              | Dom. | 0 - 0    | -                                                | 17     | 14         |
| 03/11/2017 | J14 | AC Ajaccio                           | Ext. | 1 - 2    | Benrahma 20e, Boukari 85e                        | 20     | 10         |
| 17/11/2017 | J15 | Tours FC                             | Dom. | 1 - 0    | Samnick 84e                                      | 23     | 9          |
| 24/11/2017 | J16 | Chamois niortais FC                  | Ext. | 2 - 1    | Barthelmé 49e                                    | 23     | 11         |
| 28/11/2017 | J17 | Paris FC                             | Dom. | 0 - 0    | -                                                | 24     | 12         |
| 08/12/2017 | J18 | AJ Auxerre                           | Ext. | 1 - 2    | Madanne 63e, Khadda 77e                          | 27     | 9          |
| 15/12/2017 | J19 | US Orléans                           | Dom. | 0 - 0    | -                                                | 28     | 10         |

#### Matchs retours
| Date       | N o | Adversaire                           | Lieu | Résultat | Buteurs pour Châteauroux                          | Points | Classement |
| ---------- | --- | ------------------------------------ | ---- | -------- | ------------------------------------------------- | ------ | ---------- |
| 12/01/2018 | J20 | Valenciennes FC                      | Ext. | 1 - 2    | Bourillon 53e, Sarr 90+1e                         | 31     | 8          |
| 16/01/2018 | J21 | FC Lorient                           | Dom. | 3 - 1    | Sarr 26e, Madanne 60e, Khadda 90+2e               | 34     | 8          |
| 20/01/2018 | J22 | Nîmes Olympique                      | Ext. | 3 - 0    | -                                                 | 34     | 9          |
| 26/01/2018 | J23 | FC Sochaux-Montbéliard               | Dom. | 1 - 1    | Tounkara 53e                                      | 35     | 9          |
| 02/02/2018 | J24 | US Quevilly-Rouen Métropole          | Ext. | 0 - 1    | Benrahma 7e                                       | 38     | 10         |
| 09/02/2018 | J25 | Football Bourg-en-Bresse Péronnas 01 | Dom. | 3 - 1    | Barthelmé 43e, Sarr 45e, Benrahma 79e             | 41     | 8          |
| 16/02/2018 | J26 | Clermont Foot 63                     | Ext. | 1 - 1    | Benrahma 79e (pen.)                               | 42     | 8          |
| 23/02/2018 | J27 | Gazélec FC Ajaccio                   | Dom. | 4 - 1    | Sarr 27e, Alhadhur 65e, Madanne 84e, Khadda 90+2e | 45     | 6          |
| 02/03/2018 | J28 | AS Nancy-Lorraine                    | Dom. | 1 - 0    | Tounkara 17e                                      | 48     | 5          |
| 09/03/2018 | J29 | Stade de Reims                       | Ext. | 4 - 0    | -                                                 | 48     | 7          |
| 16/03/2018 | J30 | Le Havre AC                          | Dom. | 2 - 1    | Alhadhur 12e, Tounkara 74e                        | 51     | 7          |
| 02/04/2018 | J31 | RC Lens                              | Ext. | 2 - 1    | Madanne 88e                                       | 51     | 7          |
| 06/04/2018 | J32 | AC Ajaccio                           | Dom. | 0 - 2    | -                                                 | 51     | 8          |
| 13/04/2018 | J33 | Tours FC                             | Ext. | 0 - 1    | Sarr 22e                                          | 54     | 7          |
| 20/04/2018 | J34 | Chamois niortais FC                  | Dom. | 2 - 1    | Benrahma 9e, Nyamsi 90+4e                         | 57     | 5          |
| 24/04/2018 | J35 | Paris FC                             | Ext. | 0 - 0    | -                                                 | 58     | 6          |
| 27/04/2018 | J36 | AJ Auxerre                           | Dom. | 1 - 2    | Sarr 32e                                          | 58     | 7          |
| 04/05/2018 | J37 | US Orléans                           | Ext. | 1 - 1    | Sarr 57e                                          | 59     | 9          |
| 11/05/2018 | J38 | Stade brestois 29                    | Dom. | 2 - 2    | Benrahma 63e 88e                                  | 60     | 9          |

### Coupe de France
| Date       | N o             | Adversaire                     | Lieu | Résultat          | Buteurs pour Châteauroux                                  |
| ---------- | --------------- | ------------------------------ | ---- | ----------------- | --------------------------------------------------------- |
| 11/11/2017 | 7e de finale    | Avoine Olympique Chinon Cinais | Ext. | 2 - 3 a.p         | Mandanne 35e, Benrahma 48e 104e                           |
| 02/12/2017 | 8e de finale    | SO Cholet                      | Dom. | 5 - 3             | Barthelmé 14e (pen.), Mandanne 42e 56e 70e, Mabella 90+7e |
| 06/01/2018 | 1/32e de finale | US Saint-Malo                  | Ext. | 1 - 2             | Tounkara 78e, Benrahma 86e                                |
| 23/01/2018 | 1/16e de finale | FC Chambly Oise                | Dom. | 1 - 1 3 t.a.b à 4 | Mandanne 58e                                              |

### Coupe de la ligue
| Date       | N o      | Adversaire       | Lieu | Résultat | Buteurs pour Châteauroux |
| ---------- | -------- | ---------------- | ---- | -------- | ------------------------ |
| 08/08/2017 | 1er tour | Clermont Foot 63 | Dom. | 0 - 1    | -                        |